# 鲍里斯·瓦季莫维奇·别列佐夫斯基
鲍里斯·瓦季莫维奇·别列佐夫斯基（俄语：Бори́с Вади́мович Березо́вский，羅馬化：Boris Vadimovich Berezovsky，1969年1月1日—），俄羅斯古典鋼琴家。

## 職業生涯
别列佐夫斯基生於莫斯科，在莫斯科音樂學院師事於埃莉索·维尔萨拉泽。